# Ostermarsch (Norden)

Ostermarsch auf der Ubbo-Emmius-Karte (um 1600)

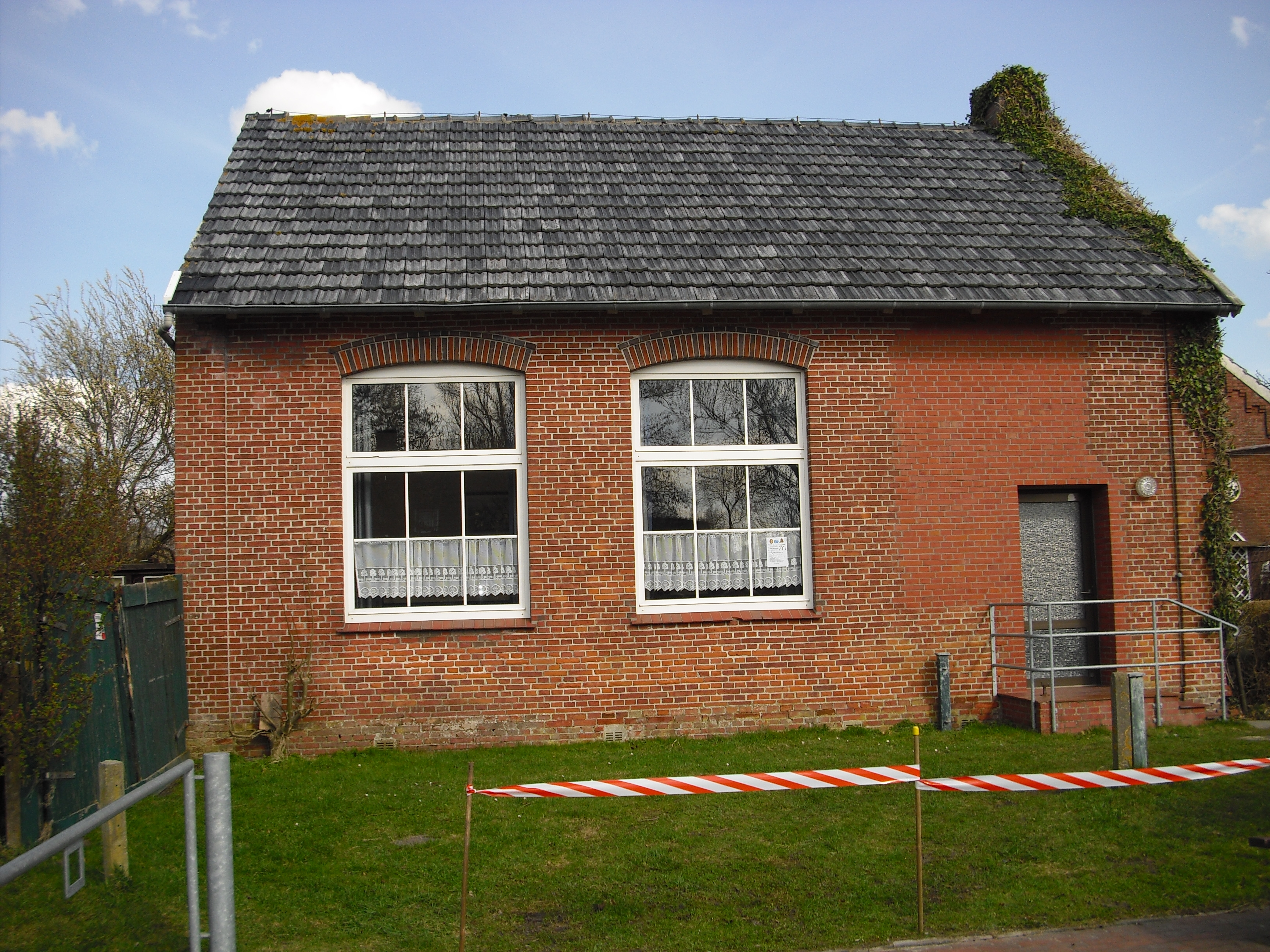
Ehemalige Einraum-Volksschule Ostermarsch

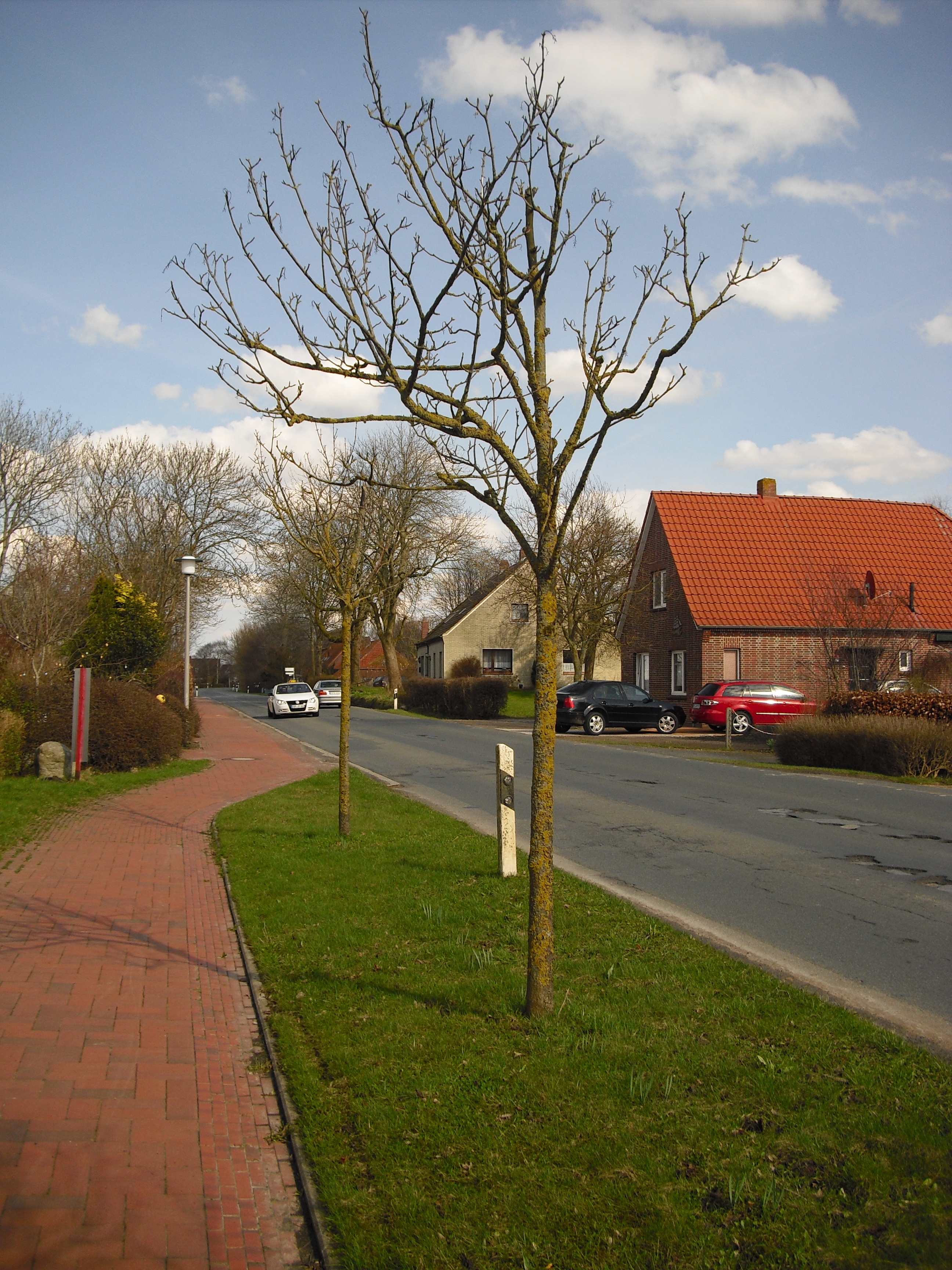
Hauptstraße in Ostermarsch

Ostermarsch ist der Name einer bis zur Kommunalreform 1972 selbständigen Gemeinde. Heute ist Ostermarsch ein Ortsteil im Nordosten der ostfriesischen Stadt Norden und hat rund 300 Einwohner (12/2016), die sich auf einer Fläche von 13,14 km² verteilen.

## Name
Der erste Namensteil des Ortes (Oster von der Himmelsrichtung Osten) leitet sich von seiner Lage im Norderland ab, in dem es auch die Ortschaften Westermarsch I und Westermarsch II gibt.

## Ortsbeschreibung
Ostermarsch hat eine Fläche von 1313,5 Hektar. Im Norden des Ortes bildet das Wattenmeer die natürliche Begrenzung. Im Osten liegt Junkersrott. Die südliche Ausdehnung reicht bis an die alte Norder Stadtgrenze, während im Westen der Wasserlauf des Sieltog das Ostermarscher Gebiet von Lintelermarsch trennt.
Während der südliche Teil Ostermarschs eine ausgeprägte Wiesen- und Weidelandschaft bietet, ist der Nordteil des Ortes vom Ackerbau geprägt.
Im Ortskern befindet sich unter anderem ein ehemaliges Schulgebäude, das bis 1963 als Einraum-Volksschule geführt worden ist. Außerdem finden sich dort kleinere Handwerksbetriebe sowie ein Windmühlenrumpf. Die Landstraße 5 durchschneidet den ganzen Ort in ost-westlicher Richtung. Ansonsten besteht Ostermarsch aus verstreut liegenden großbäuerlichen Gulfhöfen und Kleinstsiedlungen mit jeweils drei bis fünf Gebäuden.

## Geschichte
Ostermarsch ist ein vom Deichbau und der damit verbundenen Landgewinnung geprägter Ort. Neben den besonders alten Warften Sieltog und Süderhus, deren Anfänge vor dem Jahr 1000 liegen, lässt sich südlich der Landesstraße 5 eine alte Deichlinie ausmachen, die beide Warfen miteinander verband. Die Landesstraße selbst ist im Ostermarscher Bereich der Deichfuß eines um 1200 gebauten Deiches. In der ersten Hälfte des 15. Jahrhunderts konnte durch den Bau des sogenannten Olldiek (Alter Deich) neugewonnenes Land vor dem Meer geschützt werden. Dieser Deich verläuft nördlich der Landesstraße. Auf dieser Deichlinie befinden sich drei alte Gulfhöfe. Die heutige Deichlinie geht auf den Bau des Neuen Deiches zurück, der bereits 1576 erfolgte und die 10 km breite Lücke zwischen Lintelermarsch und Hilgenriede schloss. An der Grenze zwischen dem Lintelermarscher und Ostermarscher Deich steht als Erinnerung an diesen Deichbau und gleichzeitig als Grenzmarkierung der Rote Pfahl.
Mehrere große Sturmfluten zerbrachen im Laufe der Geschichte diese Deichlinie, darunter die Weihnachtsflut von 1717 und die Februarflut von 1825. Bei der großen Sturmflut von 1962 wurde der Vordeich des Mandelpolders (erbaut 1679) durchbrochen. Das überschwemmte Land konnte jedoch zurückgewonnen werden und wird heute landwirtschaftlich genutzt.
Am 1. Juli 1972 wurde die Gemeinde Ostermarsch in die Stadt Norden eingegliedert.

## Sehenswürdigkeiten
Sehenswert ist die ursprüngliche Marschenlandschaft mit ihren Warfen und Entwässerungssystemen. Darin sind alte Deichbaulinien noch erkennbar.

## Religion
Über 90 % der Ostermarscher Bevölkerung gehören der Evangelisch-lutherischen Kirche an. Gemeindlich gehörte sie schon immer zum Kirchspiel der Ludgeri-Kirche Norden. Jeweils am 1. Sonntag des Monats wird in der alten Schule ein Gottesdienst angeboten.

## Verkehrsanbindung
Die Landesstraße 5 verbindet Ostermarsch mit Norden und Norddeich (Mole) im Westen sowie mit den Sielorten Neßmersiel und Dornumersiel im Osten.
Am Bahnhof Norden besteht Busanschluss zur Weser-Ems-Verkehrsgesellschaft nach Dornumersiel. 
In Lintelermarsch befindet sich der kleine Flugplatz, um schnellstmöglich nach Juist und Norderney zu gelangen.